# Понте Пјер (Бреша)
Понте Пјер је насеље у Италији у округу Бреша, региону Ломбардија.
Према процени из 2011. у насељу је живело 90 становника. Насеље се налази на надморској висини од 223 м.